# Chaumont (Orne)
Chaumont település Franciaországban, Orne megyében. Lakosainak száma 167 fő (2022. január 1.). Chaumont Saint-Evroult-de-Montfort, Mardilly, Neuville-sur-Touques, Sap-en-Auge, Le Sap-André és La Ferté-en-Ouche községekkel határos.

## Népesség
A település népességének változása:
| Lakosok száma | 181  | 181  | 180  | 177  | 174  | 173  | 172  | 170  | 167  |
|               | 2013 | 2015 | 2016 | 2017 | 2018 | 2019 | 2020 | 2021 | 2022 |